# Le père Noël a disparu
Pour plus de détails, voir Fiche technique et Distribution.
Le père Noël a disparu (Santa Who?) est un téléfilm de Noël américain de 88 minutes produit par William Dear en 2000.

## Synopsis
Lors d'une promenade en traîneau, le père Noël fait une chute et tombe sur la tête au sol. Lorsqu'il reprend ses esprits, le vieil homme réalise qu'il a tout oublié, son nom, son métier, etc. À quelques jours de Noël, certains de ses lutins, angoissés, partent à sa recherche. Recueilli par Peter Albright, le père Noël sera aidé par le demi-fils de ce dernier, Zack, pour retrouver la mémoire.

## Distribution
- Leslie Nielsen : Le père Noël
- Steven Eckholdt : Peter Albright
- Robyn Lively : Claire Dreyer
- Max Morrow : Zack Dreyer
- Tommy Davidson : Max
- Darren Frost : Rupert l'Elf
- Karen LeBlanc : Lenny le caméraman
- R.D. Reid : Grady
- Ted Atherton : George, le patron de Ch. 12
- Stewart Arnott : Lusby, le patron de Claire